# Ieng Sary
Pour les articles homonymes, voir Sary.
Ieng Sary (អៀង សារី), né le 24 octobre 1925 à Loeung Va, bourgade khmère dans la province de Trà Vinh alors en Cochinchine (Vietnam) et mort le 14 mars 2013 à Phnom Penh, est un homme politique et dirigeant khmer rouge vietnamien. Il fut vice-Premier ministre et ministre des Affaires étrangères du Kampuchéa démocratique de 1976 à 1979.

## Famille
Il est marié avec Khieu Thirith, sœur de Khieu Ponnary, la première femme de Pol Pot, ce qui fait de Sary le beau-frère du chef de file khmer rouge. Ils ont eu trois filles et un fils.
Son père, Kim Riem, est un Khmer Krom alors que sa mère, Tran Thi Loi, est une immigrante chinoise qui arriva au Viêt Nam avec ses parents alors qu’elle était encore enfant. À la suite d'une maladie, Kim Riem a perdu un œil.
Ieng Sary est le dernier d’une famille de trois enfants. L’aîné, son frère Kim Chau, a travaillé comme chef du marché Psar O'Russei pendant le régime khmer rouge. Vers 1980, il s’enfuit avec toute sa famille en Floride.
Sa sœur, Kim Thi Cau et son mari Thach Song sont décédés, laissant sept enfants. Un est mort de maladie, trois vivent au Cambodge et les trois derniers au Viêt Nam.

## Biographie

### L'enfance
Né Kim Trang à l'état-civil, il vit le jour entre 1922 et 1930 (les sources différent sur ce point) dans la province vietnamienne de Trà Vinh. Comme un grand nombre de ses semblables originaires du delta du Mékong, il est très attaché à ses racines khmères. À la mort de son père, et alors qu’il est âgé de 15 ans, il s’installe chez un oncle à Svay Rieng, au Cambodge.
C'est à ce moment qu’il abandonna son nom trop vietnamien à son goût pour celui plus khmer de son oncle et devient Ieng Sary.

### Le militantisme
Ayant passé ses examens de fin d’études en 1942, il est envoyé chez son frère aîné à Phnom Penh et se rajeunit de quatre ans sur ses papiers pour pouvoir poursuivre ses études au lycée Sisowath. C’est là qu’il eut ses premiers contacts avec les mouvements contestataires. Il fonde en 1946 « Libération du Cambodge du colonialisme français », un des premiers groupes étudiants indépendantistes du pays.
Il milite au parti démocrate et participe aux campagnes électorales de 1946 et 1947 où la formation politique remporte de larges victoires. En 1949, il organise une grève dans son lycée pour protester contre une mesure des autorités coloniales qui veulent assujettir à l’impôt les élèves de plus de 18 ans.
C’est aussi à ce moment qu’il fit la connaissance de Saloth Sar (qui ne s’appelait pas encore Pol Pot) et de leurs deux futures épouses, les sœurs Khieu Ponnary et Khieu Thirith, filles d’un magistrat cambodgien. Avant de quitter le Cambodge pour aller étudier en France, Sary se fiança avec Thirith.
Sary et Saloth Sar étudièrent aussi ensemble à Paris dans les années 1950. Le premier apprenait les sciences politiques, d’abord au lycée Condorcet, puis à l’IEP, alors que le second suivait des cours d’électricité. Ils y firent la connaissance d’étudiants khmers tels Khieu Samphân, Hou Yuon ou Son Sen. À ce moment, Sary louait un appartement au quartier latin, un haut lieu de la contestation étudiante. Lui et son futur beau-frère rencontrèrent des intellectuels de gauche français et délaissèrent leurs études. Ils militèrent activement dans l’Union des étudiants khmers et suivaient les formations de l’université populaire du parti communiste français.
Khieu Tirith et Ieng Sary se marièrent à la mairie du 15e arrondissement de Paris lors de l’été 1951. La même année, Sary s’inscrit au parti communiste français et est un des cofondateurs du cercle marxiste des étudiants khmers de Paris.
De retour au Cambodge, en 1957, il est employé comme enseignant en histoire et géographie au lycée Sisowath et au lycée privé Kambujaboth dirigé par Hou Yuon. Il adhère aussi au parti communiste du Kampuchéa.

### Le maquis
En septembre 1960, il intègre le comité central du parti en tant que suppléant, mais dès 1963, il doit fuir la police de Norodom Sihanouk et rejoint les maquis au Viêt Nam puis dans la province de Kompong Cham. C’est à ce moment qu’Ieng Sary prend le nom de guerre de Camarade Vann.
En 1966, il rejoint le nord-est du Cambodge où les relations entre les minorités ethniques et les forces armées s’envenimaient à cause des expropriations liées à l’installation de plantations d’hévéas. En 1970, la région est la première à passer sous le contrôle exclusif de l’administration khmère rouge. Sa direction en est confiée à Ieng Sary.
Il abandonnera rapidement le commandement de la zone à Son Sen et va au Viêt Nam pour y organiser la coopération avec Hanoï.
En août 1971, il est à Pékin où il entre au Gouvernement royal d'union nationale du Kampuchéa créé par Norodom Sihanouk. Il reste en Chine où il occupe les fonctions de financier de sa formation, chargé notamment de collecter les fonds chinois. Il est aussi nommé envoyé spécial du parti communiste du Kampuchéa auprès du souverain qui ne cache pas son agacement à l’égard de celui qu’il considère comme son geôlier.
De 1971 à 1972, lui et sa femme établissent des contacts avec la communauté khmère installée au Viêt Nam. En 1973, il travaille pour les services secrets du parti dans la banlieue de Hanoï.

### Le pouvoir

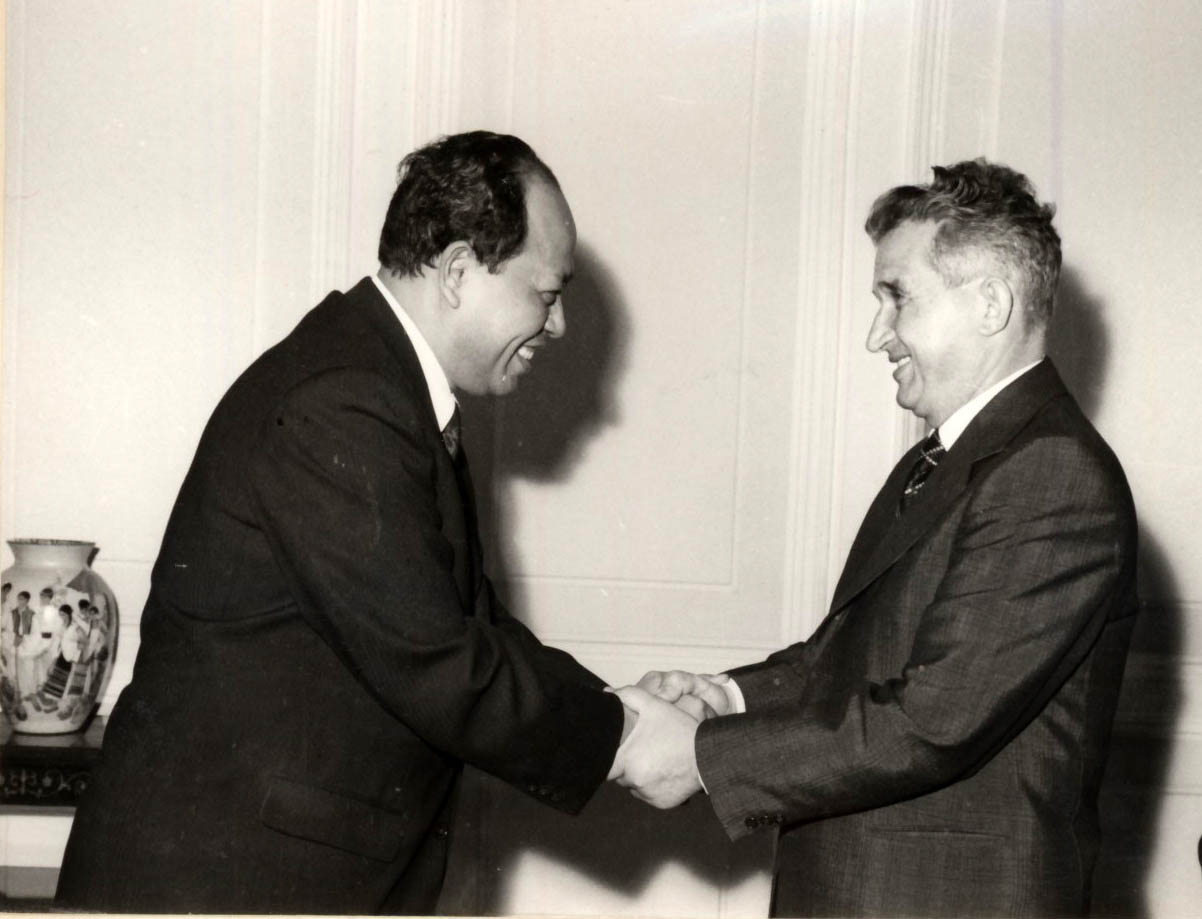
Ieng Sary, reçu par Nicolae Ceaușescu lors d'une visite officielle en octobre 1976 en république socialiste de Roumanie

À la chute de la république khmère, le 17 avril 1975, Sary lança un appel radiodiffusé aux expatriés, leur enjoignant de rentrer pour participer à la reconstruction du pays. Ceux qui commirent l’imprudence de répondre à l’invitation furent envoyés dès leur arrivée dans des « camps de rééducation » où on les soumit à des conditions de vie épouvantables.
En septembre 1975 il devient un des six membres du comité central du parti révolutionnaire du peuple. Le 9 octobre 1975, il est nommé à la tête des affaires étrangères du parti et de l’État. Le 30 mars 1976, il devient vice-premier ministre chargé des affaires étrangères. Il prend alors le surnom de « frère numéro 3 » et, en tant que responsable de la diplomatie, il sera le seul dignitaire à ne pas cultiver le secret sur son identité.
À ce titre, il accueille les visiteurs étrangers et est également chargé des purges et des arrestations au sein de son ministère.
À la fin de 1977, devant la tribune des nations unies, il réfute les accusations de réfugiés qui voulaient faire ouvrir une enquête.

### Retour dans la guérilla
Au début de 1979, alors que l’armée vietnamienne est entrée au Cambodge, il s’enfuit précipitamment dans un train en direction de la Thaïlande avec l’ensemble des archives de son ministère. Il est ensuite envoyé en Chine où il négociera une assistance militaire. Il reçoit du ministère chinois des affaires étrangères un passeport chinois qui lui permettra de voyager sous le faux nom chinois de Su Hao, prétendument né à Pékin le 1er janvier 1930 .
Le 19 août 1979, Sary et Pol Pot sont condamnés à mort par contumace par un tribunal mis en place par l’armée vietnamienne. Ce jugement ne sera toutefois pas reconnu par la communauté internationale à cause des manquements « aux normes internationales d'équité »,.
Ieng Sary garde son ministère dans le gouvernement en exil considéré comme seul représentant légitime du Cambodge par la quasi-totalité de la communauté internationale. Seul le camp prosoviétique reconnaîtra le gouvernement installé à Phnom Penh par l’armée vietnamienne. En 1982, à la création du gouvernement de coalition qui outre la composante khmère rouge, comprend les partisans de Norodom Sihanouk et ceux de Son Sann, il cède sa fonction aux affaires étrangères à Khieu Samphân et prend la direction de la place forte de Pailin.
Il y déploiera, contrairement aux autres responsables de son parti, des idées plutôt libérales en matière économique, autorisant un certain niveau de propriété privée et l’ouverture de pagodes. En 1990, il laissera même un casino s’ouvrir à Pailin. Il conservera durant cette période son poste de trésorier du mouvement à la demande de la Chine qui imposera que sa signature apparaisse sur toutes les conventions d’aide. Cette confiance ne se démentira pas pendant une dizaine d’années, même après la perte en 1988 de 16 millions de dollars imprudemment confiés à un homme de main qui s’était évaporé dans la nature. La donne ne changera qu’en 1991, lorsque conformément aux accords de paix, Pékin suspend son aide militaire et fragilise la position d’Ieng Sary au sein de la direction khmère rouge.
À cette époque il se démarquera aussi de ses compagnons en soutenant la participation de son parti aux accords de paix que doit superviser l’APRONUC alors que les radicaux du mouvement appelaient à un boycott du processus.
La fin des années 1980 voit aussi les khmers rouges tenter de se racheter une respectabilité en annonçant notamment que Pol Pot n’a plus aucune fonction officielle au sein du mouvement. Dans ce contexte, le maintien d’Ieng Sary, dont le nom évoque lui aussi trop facilement une période sombre, va à l’encontre de cette politique.

### Le ralliement
En août 1996, le divorce est consommé et profitant d’une volonté de paix quasi générale au Cambodge, il engage des tractations avec le gouvernement. Il négocie une amnistie en échange de la reddition des unités qu’il dirigeait et de leur intégration dans l’armée royale. L’accord est finalisé le 14 septembre 1996 avec le pardon officiel du roi Norodom Sihanouk et le droit de continuer à administrer son fief de Pailin transformé pour l’occasion en municipalité autonome. Dans la foulée, la moitié des troupes khmères rouges rejoint les forces gouvernementales. La réaction des derniers partisans de Pol Pot ne se fait pas attendre. Le 6 août leur radio le dénonce comme traitre. Alors qu’ils accusent Sary d’avoir détourné une partie de l’aide chinoise, celui-ci répond en accusant son ancien beau-frère d’être seul responsable des crimes commis alors qu’ils dirigeaient le pays.
Il profitera alors des revenus tirés de l’exploitation des forêts de bois précieux et des mines de rubis et de saphirs de son domaine pour amasser une fortune conséquente. En mars 1997, il obtient même de la part de vénérables bouddhistes une absolution qui sera télévisée. Il crée alors un parti, le mouvement démocratique d’union nationale, qu’il envisage de présenter aux élections de 1998 avant de renoncer. Au début des années 2000, les mines de pierres précieuses de Pailin sont épuisées et les collines environnantes déboisées. Ieng Sary décide alors de se retirer dans sa luxueuse villa de Phnom Penh d’où il ne sortira que pour de courts séjours dans des cliniques thaïlandaises.

### L’arrestation

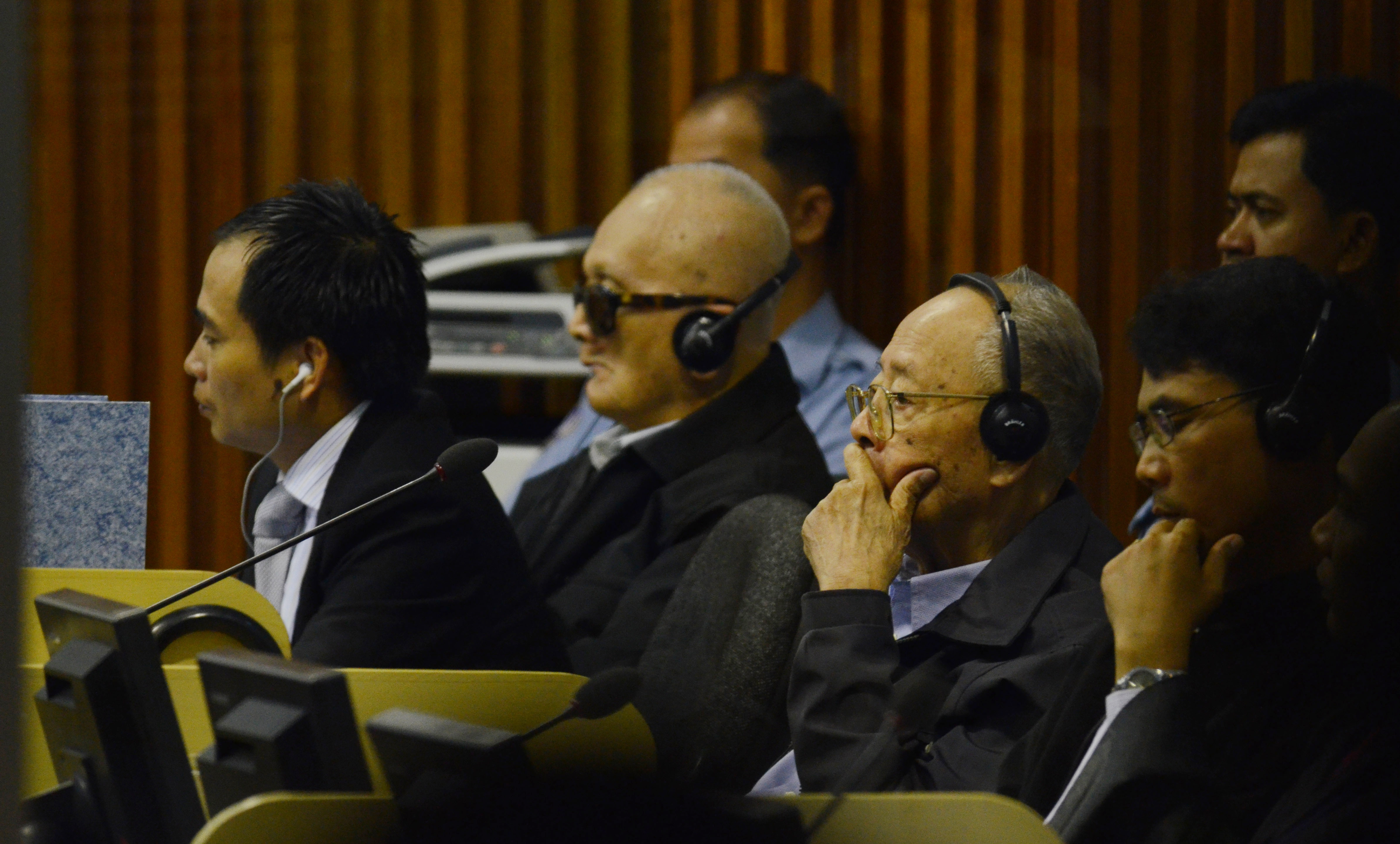
Ieng Sary avec Nuon Chea dans le box des accusés

Le 12 novembre 2007, malgré la grâce dont il bénéficiait, il est arrêté sur ordre des chambres extraordinaires au sein des tribunaux cambodgiens et inculpé de crimes de guerre et contre l'humanité alors que sa femme était aussi arrêtée et poursuivie pour crimes contre l'humanité.
Ils avaient toutefois pris la précaution de faire inscrire l’intégralité de leurs biens au nom de leurs enfants afin de présenter des ressources insuffisantes pour couvrir leurs frais de justice et bénéficier ainsi de leur prise en charge par les instances judiciaires.
Le 16 décembre 2009, le tribunal l’inculpe officiellement de génocide pour son implication dans l’assujettissement et les meurtres au sein des minorités chames et vietnamienne au Cambodge.
Sa mort à 87 ans, annoncée le 14 mars 2013, interrompt les procès à son encontre, et supprime la possibilité de tout jugement.

## Personnalité
Si certains lui reconnaissent une certaine intelligence,, d’autres mettent en avant son arrogance, son côté dédaigneux, son don de la manipulation et le manque de sympathie qu’il suscitait,,. Laurence Picq (une Française – probablement la seule occidentale présente dans l’administration khmère rouge – qui travailla sous ses ordres au ministère des affaires étrangères) le dépeint ainsi comme « un maître cruel et dévoué. »
On dit aussi de lui qu’il est un adepte de la double règle – une pour lui et ses proches, la seconde pour les autres. Ainsi, il parle Khmer avec un fort accent vietnamien, porte des lunettes cerclées de fer, a un goût prononcé pour les cigares et le cognac. Ces caractéristiques sont à mille lieues de l’austérité qu’il prônait et ont valu la mort à beaucoup de ses compatriotes lorsqu’il était au pouvoir.
Philip Short, de son côté, souligne qu’il s’agit du dirigeant khmer rouge qui avait poussé le népotisme au plus haut point, n’hésitant pas à placer « systématiquement ses enfants et neveux à des postes élevés pour lesquels ils n'avaient aucune compétence. »
Il était aussi connu pour privilégier son intérêt personnel ; le meilleur exemple en est sa défection de 1996, où il n’avait pas hésité à trahir ses alliés pour rejoindre les rangs des forces d’un gouvernement qu’il accusait de tous les maux encore peu de temps auparavant. Il a aussi profité de l’occasion pour se proclamer principal artisan du retour de la paix au Cambodge grâce à la reddition de ses troupes et avaliser la grâce dont il a bénéficié en réclamant « au nom de la réconciliation nationale » de « tirer un trait » sur un passé douloureux.
Enfin, comme Nuon Chea et Khieu Samphân, eux aussi arrêtés sur ordre des chambres extraordinaires au sein des tribunaux cambodgiens, il conteste son implication dans les crimes d’un régime qui a fait tant de victimes (il arguera que, de par ses fonctions, il faisait de fréquents déplacements à l’étranger et n’avait pas connaissance de la situation intérieure). Néanmoins, la découverte opportune de son journal discrédite ses assertions. En outre, de par sa présence au comité permanent du parti communiste du Kampuchéa, il parait difficile de croire qu’il n’était sinon à l’origine, au moins au courant des décisions concernant la politique menée au Cambodge entre 1975 et 1979. Toutefois, il semble suffisamment dépourvu de scrupule pour rejeter ces accusations, au grand dam des survivants du régime dont il était une figure de proue.

## Politique
Si à ses débuts politiques Ieng Sary ne rechigne pas à fustiger l’impérialisme américain, il devait plus tard vitupérer le Viêt Nam dont il craignait des velléités expansionnistes.
Il avait d’autre part, une opinion très élevée de ce que devait devenir le Kampuchéa démocratique. Dans ses discours il aimait bien donner une vision très négative de la situation internationale et prétendre que le monde entier avait les yeux tournés vers le régime khmer rouge et en enviait voire jalousait la réussite.
Il pouvait aussi au besoin s’éloigner des politiques de gauche, notamment lorsqu’il louait les bienfaits des journées de travail de 17 heures, loin des 40 heures hebdomadaires réclamées par « certains syndicats révisionnistes. »
Les résultats désastreux de cette politique furent attribués à des ennemis cachés dans le pays et au sein même du parti, à la solde du Viêt Nam, du KGB et de la CIA. Les purges qui en découlèrent furent particulièrement sanglantes parmi le personnel des affaires étrangères. Le ministère possédait son propre réseau de camps de « rééducation » dont les plus connus sont certainement ceux de Bœung Trabek, au sud de Phnom Penh, ainsi que B17 et B18 dans la province de Kompong Cham. D’autres ont disparu à Tuol Sleng où ils ont été torturés avant d’être exécutés.
Sary n’hésitait pas, lors des réunions de groupes, à appeler à la dénonciation des « traîtres » et à se féliciter de la mise hors d’état de nuire des prétendus réseaux d’espionnage. Il était alors « de bon ton de considérer Ieng Sary comme un héros qui avait su mener sur le front intérieur une lutte victorieuse. »